# Augusztinovicz Fülöp
Augusztinovicz Fülöp (Budapest, 1949. április 23.) magyar villamosmérnök, Gábor Dénes-díjas akusztikus, egyetemi tanár, az MTA doktora. Diplomáját a BME Villamosmérnöki Karán szerezte. Végzés után négy évig az iparban, majd 15 évig kutatóintézetben dolgozott. 1990 és 1996 között a Leuveni Katolikus Egyetemen kutatott és tanított. 1996-ban visszatért a BME-re, ahonnan 2019-ben ment nyugdíjba. Iskolateremtő munkássága révén számos speciálisan képzett fiatal mérnök került ki az általa vezetett laboratóriumból hangstúdiókba, kutatóintézetekbe és egyetemekre, hazai és külföldi iparvállalatokhoz. 

## Életpályája
Budapesten született 1949. április 23-án. Középiskolai tanulmányait Sopronban végezte, a Széchenyi István Gimnáziumban érettségizett 1967-ben. 1972-ben szerezte meg villamosmérnöki diplomáját a Budapesti Műszaki Egyetem Villamosmérnöki Karán.
Végzés után a Ganz–MÁVAG Mozdony-, Vagon- és Gépgyár Vasúti Járműkutatási Osztályán helyezkedett el, majd 1976-ban a Közúti Közlekedési Tudományos Kutató Intézet (későbbi nevén a Közlekedéstudományi Intézet) Akusztikai Osztályán dolgozott. Kezdetben tudományos munkatárs, főmunkatárs, majd osztályvezető-helyettes volt. Itteni tevékenysége alapján 1984-ben egyetemi doktori, 1990-ben kandidátusi címet szerzett.
1984-ben 3 hónapos tanulmányutat tett  a Carl Duisberg Gesellschaft ösztöndíjával a braunschweigi Physikalisch-Technische Budesanstalt-ban és a stuttgarti Fraunhofer–Institut für Bauphysik-ben, majd 1985-ben 1 hónapos meghívásos kutatómunkát végzett  a Fraunhofer–Institut für Bauphysik-ben.
1990 és 1996 között a Leuveni Katolikus Egyetem Gépészeti intézetében dolgozott, ahol számos nemzetközi együttműködéssel folyó kutatási projektben vett részt és doktori témákat vezetett. Részt vett az Intézet nagy nemzetközi látogatottságú konferenciáinak (International Seminar on Modal Analysis – ISMA, újabban International Conference on Noise and Vibration Engineering) és kurzusainak (Advanced Techniques in Applied and Numerical Acoustics, ISAAC) szervezésében és rendszeres meghívott előadóként azok lebonyolításában is.
1996-ban visszahívták a BME Villamosmérnöki és Informatikai Kar Híradástechnikai Tanszékére, ahol docensi beosztásban ujjászervezte az akusztikai oktatást és létrehozta a Rezgésakusztikai Laboratóriumot. Később az egyesített Akusztikai és Stúdiótechnikai Laboratórium vezetője, 2006 – 2008 között a Villamosmérnök-képzés Szakbizottságának elnöke, 2009 és 2011 között tanszékvezető helyettes volt. 2006-ban 2 hónapos meghívásos kutatómunka keretében a stockholmi Royal Institute of Technology Marcus Wallenberg laboratóriumában tevékenykedett.
2013-ban habilitált és megvédte akadémiai doktori értekezését, 2014-ben egyetemi tanárrá nevezték ki. A Magyar Tudományos Akadémia Akusztikai Osztályközi Bizottságának tagja, 2018 és 2023 között elnöke volt. 2019-ben nyugállományba vonult és professor emeritus címet kapott. 

## Munkássága
A Ganz-MÁVAG-ban végzett ipari tevékenysége során vasúti járművek zajmérésével és zajcsökkentésével, akusztikai célműszerek és akusztikai anyagvizsgálati módszerek fejlesztésével, valamint vasúti járművek zajmérésének szabványosításával  foglalkozott.
A KTI-ben végzett munkái között a legfontosabbak a közúti járművek zajmérési és -csökkentési módszereinek kidolgozása és számítógépes zajmérő rendszerek hardware és software fejlesztése volt. Az uniós csatlakozás szakmai előkészítése keretében gépek szabványos zajmérési módszereinek kidolgozásában működött közre, autóbuszok, gépi berendezések zajcsökkentésével kapcsolatos kutatásokkal és a különféle zajcsökkentési intézkedések hatásának gazdasági elemzésével is foglalkozott.
A Leuveni Katolikus Egyetemen töltött 6 esztendő során zajcsökkentési méréstechnikai témákban és több EU finanszírozású kutatási témában dolgozott. Jelentős szerepe volt a mechanikai móduselemzésre kifejlesztett módszerek akusztikai feladatokra való adaptációjában. Tanulmányútja második felében főként numerikus számítási módszerek kidolgozása területén tevékenykedett. Részt vett a mechanikai kifáradással foglalkozó Dynamo, a repülőgépek aktív módszerekkel történő zajcsökkentését célzó ASANCA és ASANCA2  projekt végrehajtásában, valamint a 6 európai egyetem és 5 nagy autógyár együttműködésével létrehozott, nehéz tehergépjárművek és autóbuszok zajcsökkentésével foglalkozó PIANO projekt indításában és teljes lebonyolításában.  Kutatási tevékenységén kívül részt vállalt végzős mérnökhallgatók és doktoranduszok oktatásában is.
A Budapesti Műszaki Egyetem Híradástechnikai Tanszékén (jelenlegi nevén Hálózati Rendszerek és Szolgáltatások Tanszék) létrehozta a „süketszobát” és egy oktató hangstúdiót is magában foglaló Rezgésakusztikai Laboratóriumot. Új tantárgyakat dolgozott ki és oktatott a műszaki akusztika, számítógépes akusztikai elemzési módszerek és a kommunikáció-technológia témaköreiben, továbbá zaj- és rezgéscsökkentési és szerkezetdinamikai tantárgyakat a környezetvédelmi szakmérnök-képzésben. Önálló laboratóriumi, szakdolgozat- és diplomaterv-, valamint doktorandusz témákat irányított testhang-elemzéssel, aktív zajcsökkentéssel, numerikus elemzésekkel, akusztikai holográfiával, talaj- és épületrezgésekkel kapcsolatos témákban. Hét doktorandusz hallgatója szerzett PhD fokozatot (közülük Huszty Csaba a tokiói, Gajdátsy Péter a leuveni, László Helga a Corvinus egyetemen).
Az elmúlt években számos nemzetközi (kétoldalú és EU) kutatási projektekben volt téma- vagy résztémavezető: Technológiai együttműködés autóipari termékek javítására (Flamand-magyar kétoldalú kooperáció), Földalatti vasutak rezgése és zaja (EU Growth projekt), Statisztikus energiaanalízis fejlesztése (EU tematikus hálózati projekt), Repülőgépek külső zaja (EU tematikus hálózati projekt), Intelligens anyagok aktív zajcsökkentéshez (EU Integrált Projekt), Orgonasípok hangtervezésének innovatív módszerei (EU SME projekt), Okos szerkezetek intelligens anyagokkal és Képzés az akusztikában – akusztikai módszerekkel kapcsolatos munkaprogram (EU Marie Curie tematikus hálózati projektek), valamint Textil termékek és egyéni védőeszközök fejlesztése (Eureka projekt).
Ezen túlmenően számos akusztikai szakértői feladat megoldásában vett részt, melyek közül a fontosabbak: az 1-es villamos Lágymányosi hídon való átvezetésének és a Déli vasúti híd átépítésének rezgésszigetelési vizsgálata és tervezése; a budapesti Művészetek Palotája rezgésszigetelését megalapozó mérések és elemzések; a Rákospalotai és Füredi úti fűtőművek zajcsökkentési célú átépítését megalapozó méréssorozat és forráselemzés; a budapesti 3-as és 4-es metró rezgésszigetelési követelményeinek és rezgésszigetelési megoldásainak meghatározása; részvétel a Liszt Ferenc Zeneművészeti Egyetem rekonstrukciós munkálatainak tervezésében; prágai épületek metrózaj elleni rezgésszigetelésének vizsgálatai és tervezése;t és ezeken túlmenően sok más kisebb szakértői munka.  

## Díjai, elismerései
- A magyar hangkultúra mestere díj (2023)
- Professor Emeritus cím, BME Villamosmérnöki és Informatikai Kar (2019)
- Gábor Dénes-díj (2014)[2]
- Magyar Köztársasági Érdemrend lovagkeresztje (2010)
- Az „Ipar a korszerű mérnökképzésért” alapítvány kutatói ösztöndíja. (2008)
- Kempelen Farkas-díj (2004)[3]
- Széchenyi István ösztöndíj (2001)
- Békésy-díj (1998)
- Pro Silentio díj (1997)
- Széchenyi professzori ösztöndíj (1997)

## Publikációs tevékenysége
Rendszeres előadója volt a Leuveni Katolikus Egyetem ISMA és ISAAC kurzusainak. Akusztikai számítási módszerekkel kapcsolatban a florianopólisi Santa Catarina egyetemen (Brazilia) tartott kurzust. Meghívott plenáris előadója volt az 1997. évi InterNoise konferenciának és a 2023. évi International Conference for Acoustic and Vibration Engineers konferenciának.
Irásban megjelent több mint 200 publikációjának teljes listája megtalálható a Magyar Tudományos Művek Tárában. Ezek között a fontosabbak az alábbiak: 
- Untersuchung von Schallabstrahlvorgänge durch Berechnung der Impulsantwort. Proc. 11. Tagung der DAGA, pp. 815-818 (1990)
- Active control of sound transmission through a double panel partition. Társszerző, Journ. Sound Vib., 180, pp. 609-625 (1995)
- Comparison and verification of experimental and numerical models for the prediction of efficieny of engine noise shields. Társszerző, Proc. Noise & Vib. Conf., pp. 859-866 (1995)
- Vibro-acoustical modal analysis: reciprocity, model symmetry and validity. Társszerző, Journ. Acoust. Soc. Amer., 100 pp. 3172-3181 (1996)
- Calculation of noise control by numerical method – wha we can do and what we cannot do yet. Proc. In ter-Noise 97, pp. 27-44 (1997)
- Acoustic modal analysis. Társszerző, Proc. NATO Adv. Study Inst., pp. 487-506 (1998)
- Development of an inverse boundary element technique for the identification of partial noise sources of tires. Társszerző, Proc. Inter-Noise, pp.1413-1417 ( (1999)
- Reconstruiction of source strength distribution by inversing the BE method. Chapter 8 in: Boundary Elements in Acoustics, WIT Press (2000)
- Application of the BE Method for industrial problems. Chapter 11 in: Boundary Elements in Acoustics, WIT Press (2000)
- Noise and vibration control of the South Railway Bridge of Budapest. Társszerző, Proc. 10th Int. Conf. Sound Vib., pp. 1713-1720 (2003)
- Vibro-acoustic design method of a tram track on a steel road bridge. Társszerző, Proc. 8th Int. Conf. Railway Noise, Best Paper Award. (2004)
- Prediction of interior noise in buildings generated by underground rail traffic. Társszerző, Journ. Sound Vib., 293  pp. 680-690 (2006)
- Vibro-acoustic design of the stage floor reconstruction of a concert hall – A case study. Applied Acoustics, 73 648-658 (2012)
- Design, construction and verification measurements of vibration isolation of the new Budapest metro line M4. Társszerző, Proc. ISMA 2014 , pp. 3397-3411 (2014)